# 水上原子力発電所
水上原子力発電所（すいじょうげんしりょくはつでんしょ、Floating nuclear power stations、ロシア語: плавучая атомная теплоэлектростанция малой мощности、АТЭС ММ）とは現在、ロシアにおいて1隻が運用されている海上に浮かべられた原子力発電所である。
これらはロシア連邦原子エネルギー局で建造が進められている自己完結、低容量の浮かぶ原子力発電所であり、原子力砕氷船のセブモルプーチで用いられていたKLT-40の改良型であるKLT-40S核推進動力炉を2基そなえる施設となる。現在数隻の建造が計画されている。
この施設はまず造船所において大きな構造物を造り上げ、電力消費地である市や町、工場群地帯の近くの沿岸部まで曳航されてゆく。それぞれの船は最大70MWの電力または300MW分の熱エネルギーを供給し、これはほぼ20万人の人々が住む市への供給分に相当する。これは24万m3/日の脱塩化処理プラントに改造することが出来る。

## 燃料
このプラントは3年ごとに核燃料の交換が必要となり、これは毎年20万メートルトンの石炭や10万トンの石油の消費削減に貢献することになる。この原子炉は40年の寿命が見込まれており、12年ごとに故郷である造船所へと曳き戻されて波止場につながれオーバーホールを受ける。核廃棄物は、造船所とロシアの核エネルギー産業による組織がすべての処理を行う予定である。これにより発電する場所での放射性物質の痕跡は一切残らないことになる。

## 安全
環境保護団体や核専門家達はこの浮かぶ発電所が、陸の発電所に比べて事故やテロに対してより脆弱ではないかと危惧している。彼らは、これまでのロシアとソビエト連邦時代の海軍での原子力潜水艦事故の歴史や、1986年のチェルノブイリでの事故を指摘している。
製造業者達は、たとえクルスク爆発事故のように原子炉が沈んでも引き上げればその原子炉はおそらく再び使用できると説明した。
現時点ではどのような遮蔽構造が採られもしくはどのようなミサイル防御がその船に備えられているのかは判らないが、製造業者達はたとえ航空機が船に激突しても原子炉を破壊することは不可能であると信じている。

## アカデミック・ロモノソフ
2007年4月15日に一号機のアカデミック・ロモノソフがセヴェロドヴィンスクのセブマアシュ造船所で建設が始まった。式典にはロシア第一首相のセルゲイ・イワノフとロシア連邦原子エネルギー局局長のセルゲイ・キリエンコも出席した。
2010年6月30日に進水式が行われ、当初は2010年程度の完成が予定されていた。
2018年4月28日、建造が完了した。
2019年、北極海に面したチュクチ自治管区北部の都市ペヴェクへ回航され、2020年5月22日営業運転開始。

## 今後の計画
これまでには2015年までに7隻を建造する予定があったが、完成は遅れている。
いくつかは、タイミル半島のドゥディンカ、カムチャツカ半島のヴィリュチンスク、チュクチ半島のペヴェクを含むロシアの北極圏で使われる予定であり、いくつかは輸出の計画がある。ロシア連邦原子エネルギー局によれば15ヶ国がこの船の購入に興味を示している。

## 参照
1. 1 2 3 4 5  Floating Nuclear Power Stations. Russia overcame America. New project by Russian Nuclear Scientists RIA Novosti April 16 2006
2. ↑  Russian world-first: A floating nuclear plant MSNBC
3. ↑  Russia to Build World's First Floating Nuclear Power Station for $200,000 MosNews
4. ↑  “Floating nuclear power stations raise spectre of Chernobyl at sea”. 2008年12月7日閲覧。
5. ↑  “Russia to Build World’s First Floating Nuclear Power Station for $200,000 - MONEY - MOSNEWS.COM” (Created: 09.09.2005 11:54 MSK (GMT +3), Updated: 12:00 MSK). 2018年3月18日閲覧。
6. ↑  Floating NPS are ready for export Vremya Novostey
7. ↑  “The first Floating Nuclear Power Station will be built to 2010 - says Sergey Ivanov”. 2008年12月7日閲覧。
8. ↑  “Rosatom State Atomiс Energy Corporation ROSATOM global leader in nuclear technologies nuclear energy”.   rosatom.ru. 2018年4月28日閲覧。
9. ↑  “Russia launched a floating nuclear power plant this weekend  Ars Technica”.   arstechnica.com. 2018年4月30日閲覧。
10. ↑  “ロシアの海上原発、北極海へ出発　「海上のチェルノブイリ」と批判も”.   CNN (2019年7月1日). 2019年7月1日閲覧。
11. ↑  ロシアの海上浮揚式原子力発電所が営業運転開始 - 原子力産業新聞
12. 1 2  Russia will built a serie of Floating NPS Vzglyad April 15 2007